# エフエムいずも
株式会社エフエムいずもは、島根県出雲市にあるコミュニティ放送を行う企業。愛称は「愛ステーション」。

## 概要
2003年（平成15年）4月16日開局。1992年（平成4年）にコミュニティ放送の制度が創設されて以降、山陰地方では初の開局であった。
放送エリアは出雲市を中心に、松江市・雲南市・大田市の一部に跨る。開局当初は送信所の設置場所が低かったため、出雲市内でも平田・斐川地区などでは受信状態が悪かったが、2012年（平成24年）3月に仏経山に送信所を移設して放送エリアを拡大した。
2005年（平成17年）に国土交通省出雲河川事務所との間で協定を結び、災害時には同事務所がエフエムいずもの電波を使って直接避難などを呼びかける「緊急割り込み放送」を行うことになっている。これに関し、毎週水曜日の午前11時台には訓練としての割り込み放送を5分間実施している。また2012年（平成24年）12月には、出雲市とも緊急時における協定を締結している。

## 主な番組
平日の朝、昼、夕と土曜日の午前の時間帯で自社製作番組を放送し、その他の時間帯と日曜日はミュージックバード（一部、USENの番組がある）の番組を放送している。
- 朝の情報番組 STUDIO801（月曜 - 木曜　7:00 - 9:00・金曜 8:00 - 9:00）
- さわやか愛ステーション（月曜 - 金曜 12:00 - 14:00）
- ばんじまして情報局（月曜 - 火曜・金曜 17:00 - 19:00）※水曜は除く、木曜は17:30 -
- だいやんの「どんと来い!RADIO」（水曜　17:30 - 19:00）
- あいざわ結衣の宝石道

第1・3火曜日 11:00 - 11:30（本放送）
第1・5土曜日 12:00 - 12:30
日曜日 6:00 - 6:30
- トク徳元気!スタジオ（第1・3月曜 14:00 - 14:30）

第2・4土曜 12:00 - 12:30（再放送）
- 火曜日の“ゆんたく”広場

第2・4火曜日 20:00 - 21:00（生放送）
第1・3火曜日 20:00 - 21:00（再放送）
- 出雲暮らし〜環境とエネルギーを考える〜

第3土曜日 12:00 - 12:30（本放送）
第4火曜日 11:00 - 11:30（再放送）
- Bom dia Shimane!　ボンジーア・しまね

第2・4木曜 19:30 - 20:00（生放送）
第1・3木曜 19:30 - 20:00、月曜 9:00 - 9:30（再放送）
- いずもTwinkleラジオ（火曜 19:00 - 19:30）
- きんこんシネマクラブ

金曜 19:00 - 20:00（本放送）
火曜 14:00 - 15:00（再放送）
- オヤコthe Rock（木曜 20:00 - 21:00）※不定期
- ホウリイの、二胡ときどき色々（金曜 11:00 - 11:15）
- だいちゃんの明日も元気で!（日曜 6:45 - 7:00）
- なうい洋一のコミカル症候群（日曜 15:00 - 15:55）
- WEEK縁どようび（第2・4土曜 10:00 - 12:00、出雲大社神門通りの縁結び坂サテライトスタジオから放送）

### ネット番組
- 希望の女性たち（月曜 14:30 - 15:00、TWR Japan制作）
- mimikaのものっそラジオ（土曜 12:30 - 13:00、FM高松制作）
- ひろこの音部屋（水曜 14:00 - 14:30、FM熱海湯河原制作）
- SPACE SHOWER RADIO（水曜 14:30 - 15:00、FM-JAGA制作）
- スターダスト・レビューの星になるまで（金曜 14:30 - 15:00、調布FM制作）
- ぼっけえラヂオ（土曜 22:00 - 23:00、FMひめ制作）
- 竹本孝之 Song for TOMORROW（土曜 22:30 - 23:00、調布FM制作）
- 週刊!本庄強（日曜 20:00 - 21:00、FMひめ制作）